# Tomasz Musiał
Tomasz Adam Musiał (Hereford, 19 februari 1981) is een Pools voetbalscheidsrechter. Hij was in dienst van FIFA en UEFA tussen 2014 en 2023. Ook leidt hij sinds 2013 wedstrijden in de Ekstraklasa.
Op 16 oktober 2010 leidde Musiał zijn eerste wedstrijd in de Poolse nationale competitie. Tijdens het duel tussen Śląsk Wrocław en Polonia Warschau (2–2) trok de leidsman driemaal de gele kaart. In Europees verband debuteerde hij op 3 juli 2014 tijdens een wedstrijd tussen Pjoenik Jerevan en Astana in de eerste voorronde van de UEFA Europa League; het duel eindigde in 1–4 en Musiał gaf tweemaal een gele kaart. Zijn eerste interland floot hij op 23 maart 2018, toen Hongarije met 2–3 verloor van Kazachstan. Tijdens deze wedstrijd deelde de Pool twee gele prenten uit, aan de Hongaren Kenny Otigba en László Kleinheisler.

## Interlands
| Datum         | Plaats               | Wedstrijd              | Uitslag | Competitie             | Kreeg geel | Kreeg voor de tweede keer geel en dus rood | Weggestuurd |
| ------------- | -------------------- | ---------------------- | ------- | ---------------------- | ---------- | ------------------------------------------ | ----------- |
| 23 maart 2018 | Boedapest, Hongarije | Hongarije – Kazachstan | 2 – 3   | Vriendschappelijk      | 4          | 0                                          | 0           |
| 7 juni 2019   | Trnava, Slowakije    | Slowakije – Jordanië   | 5 – 1   | Vriendschappelijk      | 1          | 0                                          | 0           |
| 3 juni 2022   | Riga, Letland        | Letland – Andorra      | 3 – 0   | Nations League 2022/23 | 0          | 0                                          | 0           |